# Șag, Timiș
Șag este satul de reședință al comunei cu același nume din județul Timiș, Banat, România.

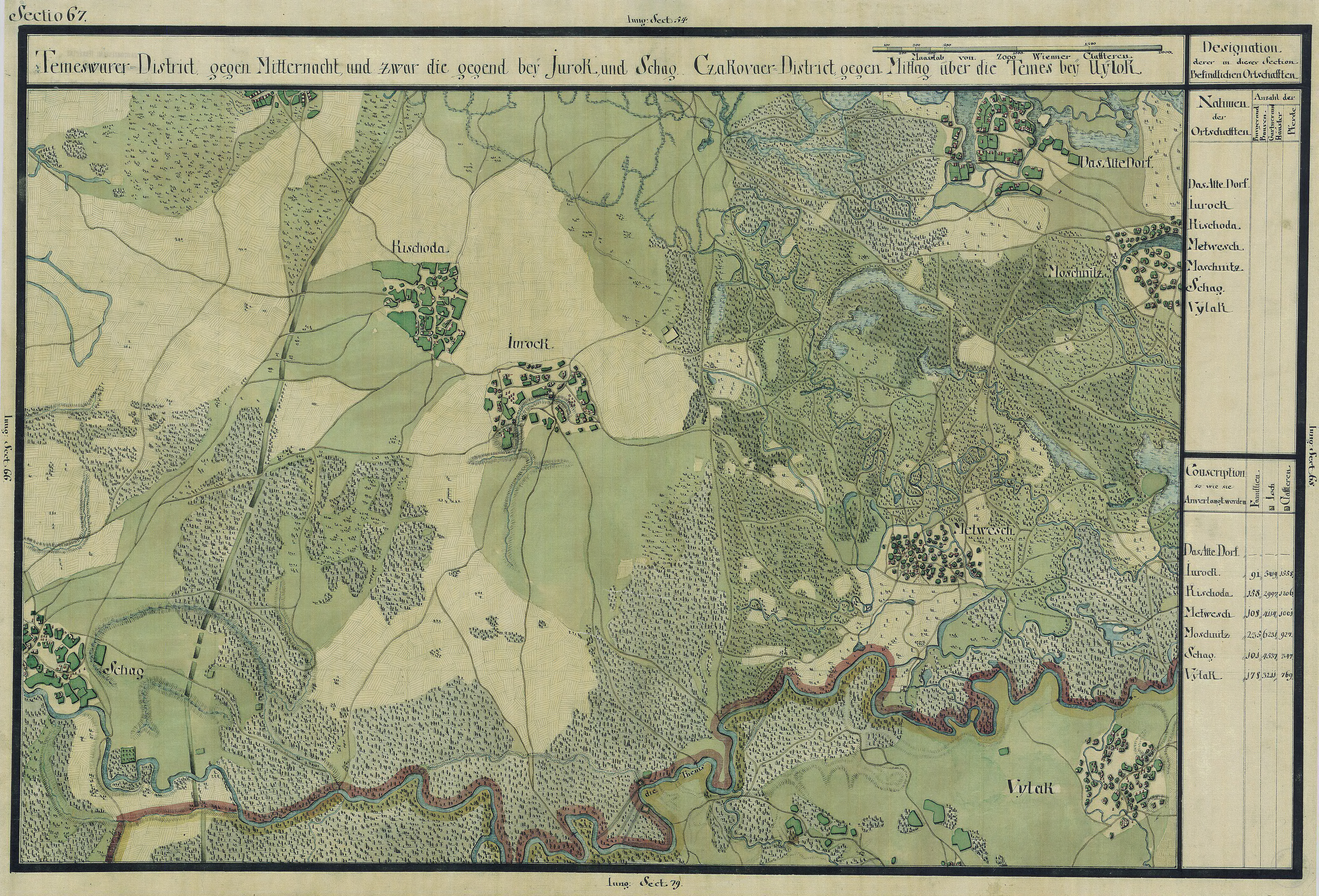
Şag în Harta Iosefină a Banatului, 1769-72